# Mil Düzü
Mil Düzü är en slätt i Azerbajdzjan. Den ligger i den centrala delen av landet, 190 km väster om huvudstaden Baku.